# Fremri-Hnappalda
Fremri-Hnappalda är ett berg i republiken Island. Det ligger i regionen Suðurland, 120 km öster om huvudstaden Reykjavík. 
Trakten runt Fremri-Hnappalda är nära nog obefolkad, med mindre än två invånare per kvadratkilometer. Det finns inga samhällen i närheten. Trakten runt Fremri-Hnappalda består i huvudsak av gräsmarker.